# Tiefwasserhafen

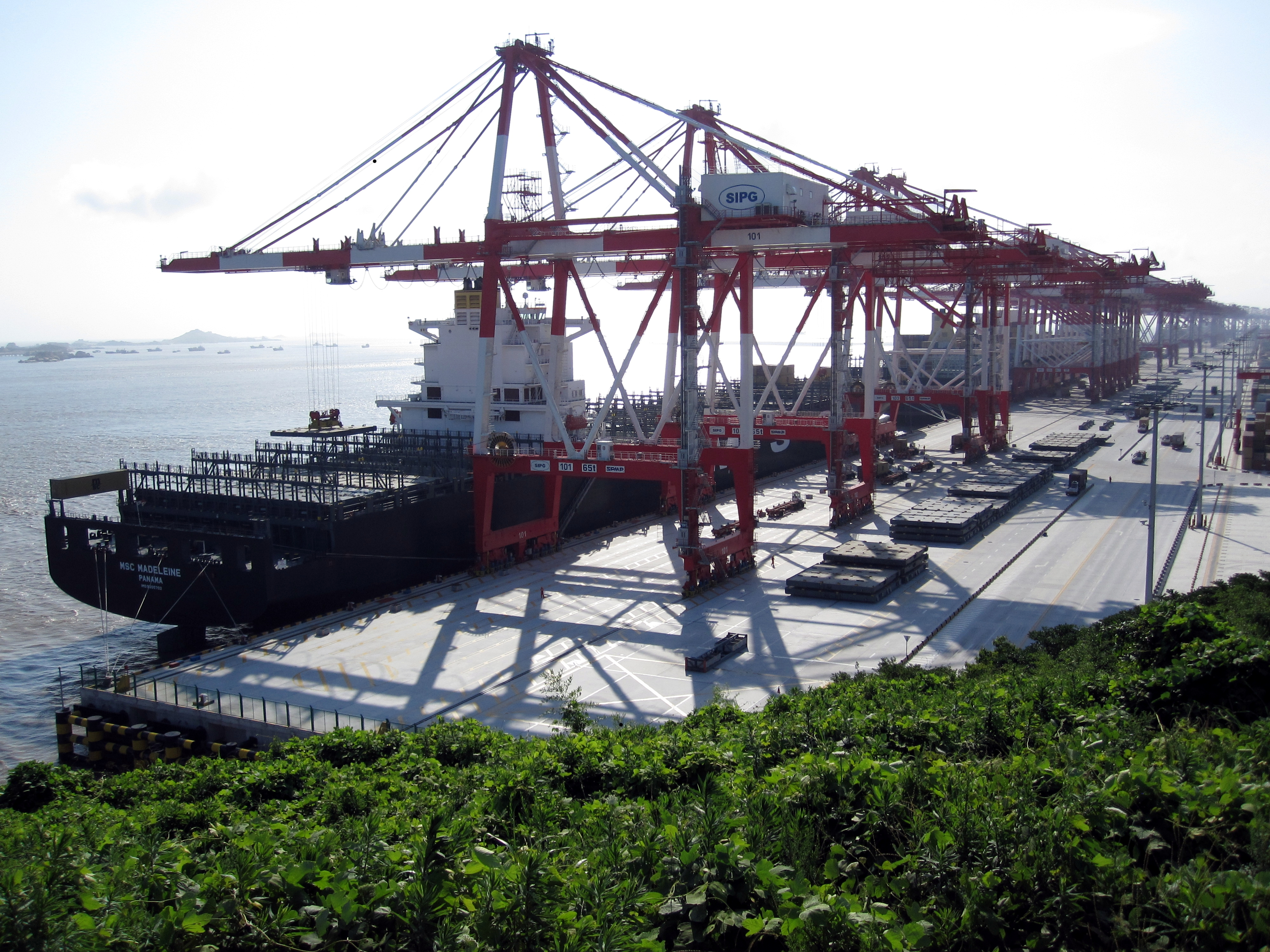
Tiefwasserhafen Yangshan

Tiefwasserhafen ist die Bezeichnung für einen Hafen mit größerer Wassertiefe als in den meisten Häfen. Eine einheitliche Definition, ab welcher Tiefe, Tiefgang oder Tauchtiefe sich ein Hafen „Tiefwasserhafen“ nennen darf, existiert nicht.

## Definition
Tiefwasserhäfen sind ausschließlich Seehäfen. Sehr große Seeschiffe wie Tanker, Containerschiffe, Flugzeugträger oder sehr große Kreuzfahrtschiffe können mit voller Ladung nur Tiefwasserhäfen anlaufen. Die meisten Häfen haben Wassertiefen von acht bis zehn Metern und können keine Schiffe der Panamax-Klasse aufnehmen. Diese Tiefe kann abhängig von der Tide auch nur zeitweise vorhanden sein, und oft sind nur die Liegeplätze auf volle Tiefe ausgebaggert.
Zur Anlage von Tiefwasserhäfen gibt es grundsätzlich zwei Wege:
- Der Hafen wird an einer Stelle angelegt, an der eine große natürliche Wassertiefe besteht. Nachteilig ist, dass diese Häfen landseitig oft sehr abgelegen sind und fallweise den Bau umfangreicher Zuwegungen erfordern.
- An der vorgesehenen Stelle werden Fahrrinne und Liegeplätze mit Baggerarbeiten auf die gewünschte Tiefe gebracht. Nachteilig sind hier die höheren Bau- sowie auch laufenden Kosten und möglicherweise nachteilige ökologische und hydrologische Auswirkungen.

Der weltweite maritime Handel wird seit vielen Jahren zu einem großen Teil mit Containern bestritten. Dabei führt die Tendenz zu immer größeren Containerschiffen (die einen Maximaltiefgang von bis zu 16 Meter haben) zu einer steigenden Konzentration der möglichen Anlaufpunkte für Containerschiffe auf relativ wenige, zentrale Containerhäfen, über die nun ein Großteil des Seehandels abläuft. Damit werden Investitionen vor allem in Häfen für Seeschiffe mit Tiefgang von über 16 Metern getätigt. Das zeigt sich besonders bei den logistischen Entwicklungen und Investitionen in die Neue Seidenstraße.
Ein Hamburger Tiefwasserhafen im Hamburger Wattenmeer nordwestlich von Cuxhaven wurde durch den Cuxhaven-Vertrag 1961 vorbereitet, der Plan wurde aber nicht realisiert.

## Tiefwasserhäfen
Beispielhafte Tiefwasserhäfen:
- Aabenraa Havn (18 Meter)
- Antwerpen (16 Meter)[4]
- Bremerhaven, Containerhafen (15 Meter)
- Brunsbüttel, Elbehafen (14,4 Meter)
- Cuxhaven, Steubenhöft (14,5 Meter), CuxPort (15,8 Meter)
- Eckernförde, Kranzfelder-Hafen (bis 17,5 Meter)
- Rotterdam Europoort: Öl/Erz (24 Meter Tauchtiefe)
- Hamburg, Sandauhafen: (Erz, 15,6 Meter), Waltershof (Container, 15,1 Meter)
- Rotterdam Maasvlakte: Erz (mit 26 Meter Tauchtiefe einer der tiefsten Häfen weltweit)
- Hafen Rostock (14,5 Meter)
- Hafen Saldanha, Südafrika, (23 Meter; Eisenerz, Stahl, Öl)
- Tiefseehafen Map Ta Phut, Thailand
- Tiefwasserhafen von Shanghai, 100 Kilometer von der Stadt entfernt
- Sines: Öl, Container (28 Meter)[5]
- Tanger-Med, Marokko, Straße von Gibraltar
- Triest: Öl, Containerhafen 18 Meter
- Wilhelmshaven: Öl, Chemieprodukte; JadeWeserPort: (Containerhafen) 18 Meter Tauchtiefe[6]

In manchen Gewässern können keine Tiefwasserhäfen angelegt werden, weil sie generell zu flach sind wie beispielsweise überwiegend die Ostsee oder die Lagune von Venedig. So hat zum Beispiel der Hafen von Venedig bzw. Marghera nur einen Tiefgang von 11,5 Meter. Ausnahmen für die flache Ostsee bilden die Tiefwasserhäfen von Apenrade, Rostock und Eckernförde, letzterer ist ein Marinehafen. Auch die Ostseebucht Kieler Förde bildet einen natürlichen Tiefwasserhafen.
Als Ende der 1960er Jahre immer mehr Supertanker (also sehr große Öltanker) gebaut wurden, wurden an einigen Stellen Terminals ins Meer hinein gebaut. Die Öltanker brauchen nicht in einen Hafen hineinzufahren; sie legen an dem Terminal an und werden dort be- oder entladen. Beispiele:
- das SPM Būtingė (Ostsee)
- auf Mainland, einer Shetlandinsel, ist das größte Ölterminal Europas, von hier wird das Öl der Ölfelder Brent und Ninian verschifft